# ノンフィクション (チリヌルヲワカのアルバム)
『ノンフィクション』は、チリヌルヲワカの6thミニアルバム。

## 概要
スタジオ・アルバムとしては前作『きみの未来に用がある』からおよそ1年ぶり、通算9枚目となる作品。
本作のレコーディングは、チリヌルヲワカの1stアルバム『イロハ』を手掛けたエンジニア・南石聡巳とタッグを組み、彼が設立した岡山県のスタジオに遠征して行われた。 

## 収録曲
| 全作詞・作曲: 中島優美、全編曲: チリヌルヲワカ。 |                      |          |            |
| #                                                | タイトル             | 作詞     | 作曲・編曲 |
| 1.                                               | 「エレメント」       | 中島優美 | 中島優美   |
| 2.                                               | 「飾らぬヒト」       | 中島優美 | 中島優美   |
| 3.                                               | 「ノンフィクション」 | 中島優美 | 中島優美   |
| 4.                                               | 「極楽浄土」         | 中島優美 | 中島優美   |
| 5.                                               | 「しがないPLAYER」   | 中島優美 | 中島優美   |
| 6.                                               | 「馴レ初メ」         | 中島優美 | 中島優美   |
| 7.                                               | 「ある人生」         | 中島優美 | 中島優美   |